# Тесленко, Олег Павлович
Олег Павлович Тесленко (13 октября 1932 года, Ленинград — 11 января 2012, Пермь) — советский и российский театральный актёр и педагог, заслуженный работник культуры Российской Федерации.

## Биография
Родился 13 октября 1932 году в Ленинграде. Закончил Московское театральное училище имени М. Щепкина при Малом театре СССР (класс Веры Пашенной). В 1957—1986 годах работал в Пермском драматическом театре (ныне Пермский академический Театр-Театр), где сыграл более 120 ролей.
Много занимался педагогической деятельностью. Тесленко вёл студии при драматическом театре (1960—1963) и театре кукол (1966—1969), руководил студией художественного слова при Областном доме работников просвещения (1972—1992) и коллективом чтецов клуба Пермского отделения общества слепых (1977—1992).
С 1975 года работал в Пермском институте искусства и культуры (позже Пермская государственная академия искусства и культуры). С 1991 года был доцентом, а с 2000 года — приват-профессором на кафедре сценической речи. Был членом Общероссийской общественной организации «Союз театральных деятелей Российской Федерации (Всероссийское театральное общество)» (1959—2005).
Умер 11 января 2012 года на 80-м году жизни, похоронен на Северном кладбище Перми.

## Семья
- Отец: Павел Петрович Тесленко
- Мать: Ираида Ивановна Перцева
- Сын: Кирилл Олегович Тесленко
- Внуки: Павел Кириллович Тесленко, Олеся Кирилловна Тесленко

## Творчечкая деятельность

### Работы в театре
- «В поисках радости» В. Розова — Олег
- «Оптимистическая трагедия» Вс. Вишневского — Вайнонен
- «На дне» М. Горького — актёр
- «Вишнёвый сад» А. Чехова — Петя Трофимов
- «Сирано де Бержерак» Э. Ростана — Граф де Гиш
- «Егор Булычов и другие» М. Горького — Павлин
- «Аленький цветочек» П. Бажова — Баба-Яга

## Награды
- Заслуженный работник культуры Российской Федерации (1994);
- Отличник культурного шефства над Вооружёнными силами СССР;
- Отличник культурного шефства над селом;
- Знак ВЦСПС «За достижения в самодеятельном искусстве»;
- Лауреат Всесоюзного смотра самодеятельного художественного творчества, посвящённого 40-летию Победы советского народа в Великой Отечественной войне (1985).